# Landschaftsschutzgebiet Siek am Hellwegshof

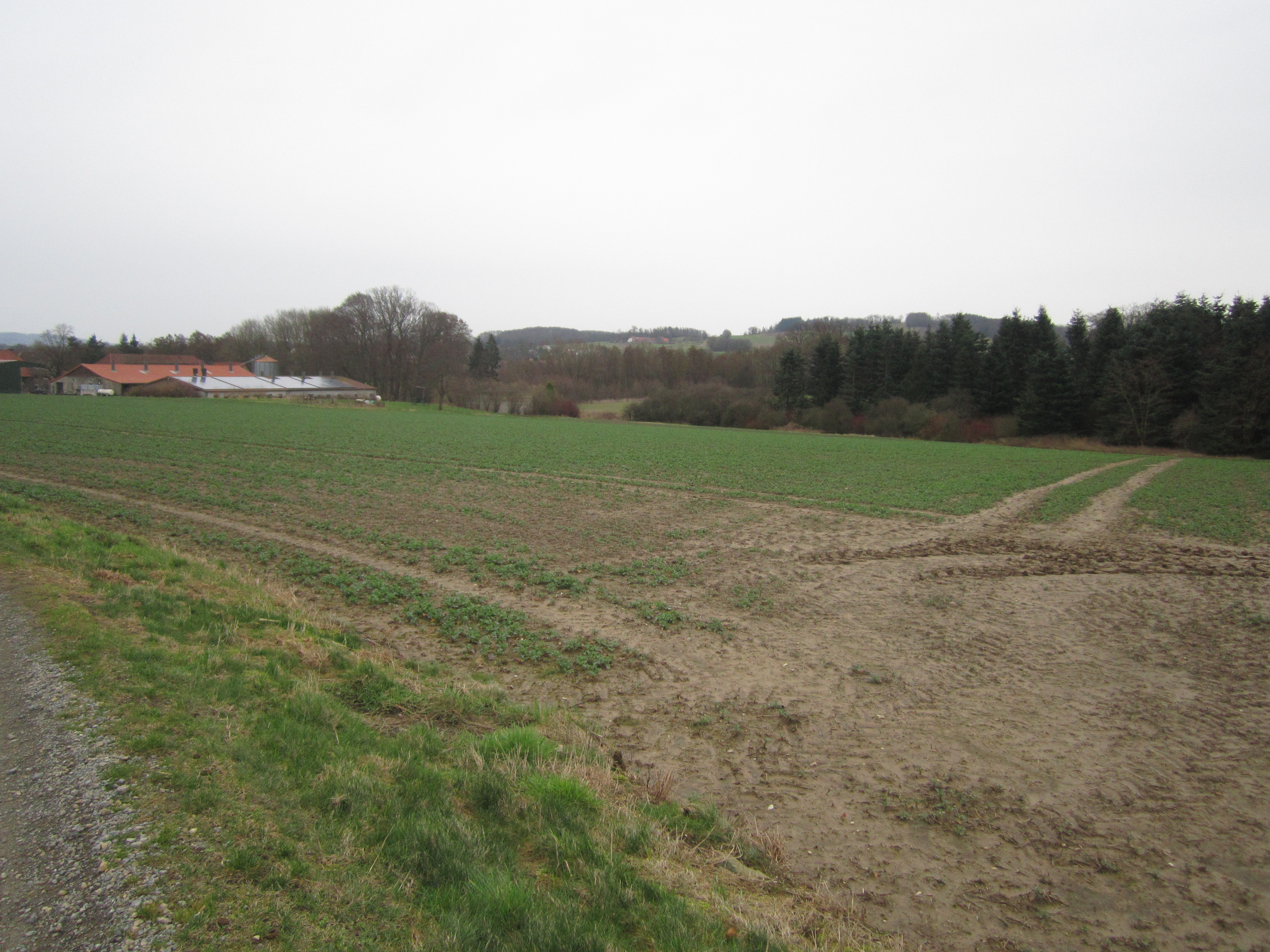
Wald im Hintergrund gehört zum Landschaftsschutzgebiet Siek am Hellwegshof

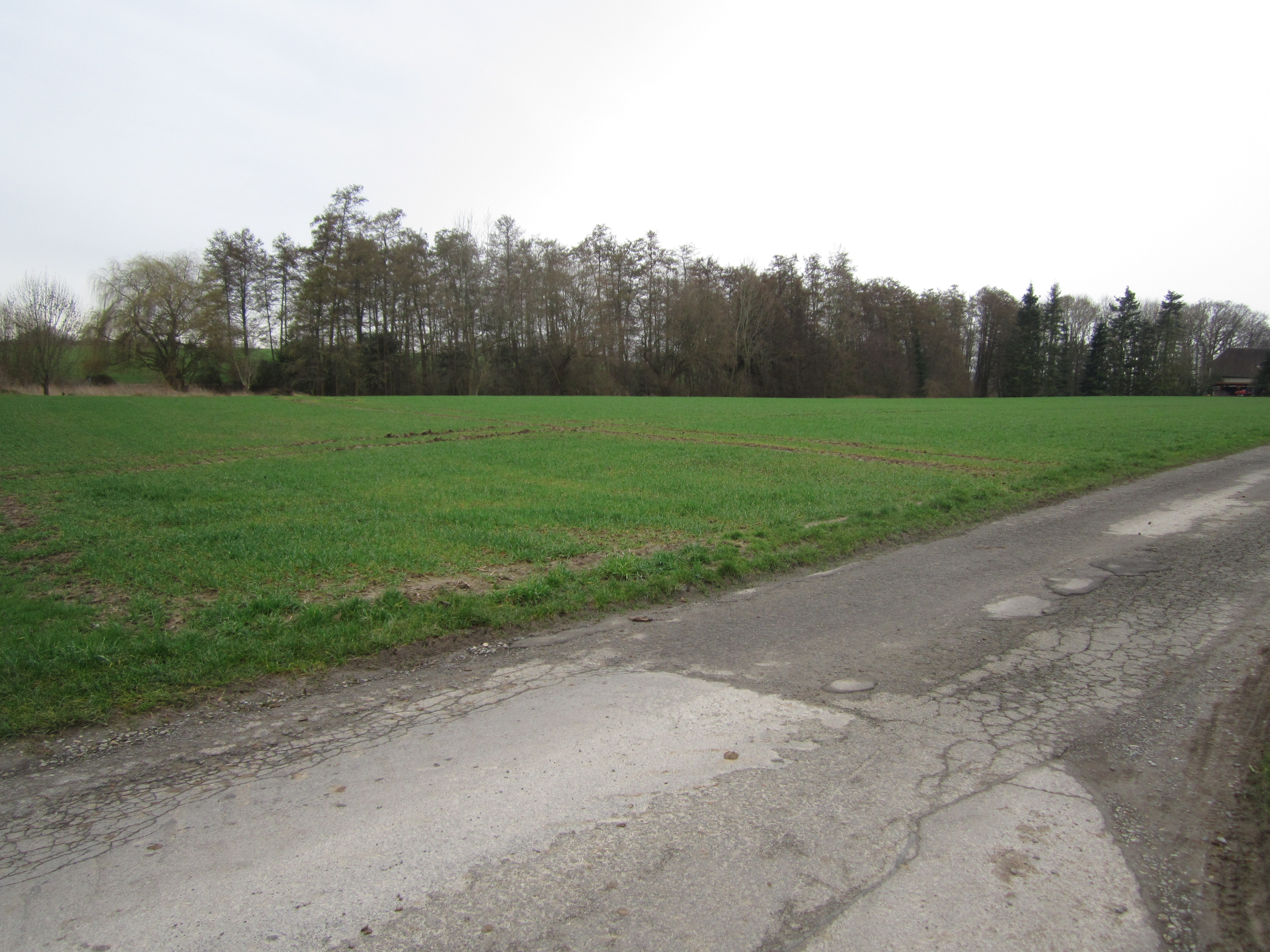
Nördliche Waldbereich des LSG

Das Landschaftsschutzgebiet Siek am Hellwegshof mit 8,89 ha Flächengröße liegt im Stadtgebiet Lage südwestlich von Heiden. Es wurde 2006 mit dem Landschaftsplan Lage durch den Kreistag des Kreises Lippe als Landschaftsschutzgebiet (LSG) ausgewiesen. Das Naturschutzgebiet Oetternbach grenzt nördlich direkt an. Der Hellweghof grenzt westlich direkt an. Sonst grenzen Ackerflächen an. 

## Beschreibung
Das LSG umfasst die Aue eines Zuflusses des Oetternbaches, der sich im mittleren Teil des LSG bei Hellweghof in zwei Bäche aufteilt. Der von Friedrichshöhe zufließende östliche Nebenbach ist nur temporär wasserführend. Dieser Bereich ist überwiegend mit Gehölzen bestanden. Im Quellbereich dominieren Lärchen mit einzelnen Buchen. Danach durchfließt der Bach zunächst junge Buchenwälder und Fichtenforste. Die unterhalb des Hellweghofs bachbegleitende Erlenaufforstung ist von alten Pappeln überstanden. Vom westliche Bachlauf ist nur der nicht verrohrte Mittel- und Unterlauf ins LSG einbezogen.
Der Landschaftsplan Lage führt zum LSG aus: „Das Umfeld des Siekes wird von Ackerflächen und Siedlungsbereichen bestimmt. Der Bereich ist stark beeinträchtigt gehört zum Biotopverbundsystem Oetternbachtal mit Hadisser Moor, das eine landesweite Bedeutung hat.“

## Schutzzwecke für das LSG
Laut Landschaftsplan erfolgte die Ausweisung des LSG
- „zur Erhaltung und Wiederherstellung der Leistungsfähigkeit des Naturhaushaltes in ökologisch besonders wertvoll strukturierten Bereichen mit Wasser-, Klima- und Biotopschutzfunktionen,“
- „zur Erhaltung und Wiederherstellung von Quellbereichen und naturnahen Fließgewässern, Wald- und Grünlandbereichen unterschiedlicher Feuchtestufen, Feldgehölzen, Hecken und Obstwiesen,“
- „zur Erhaltung morphologisch ausgeprägter Bereiche zur Sicherung der landschaftlichen Eigenart und Vielfalt für die Erholung,“
- „zur Erhaltung wertvoller Biotopkomplexe aus Wald-Grünlandbereichen, Fließgewässern und Quellen sowie Biotopen nach § 62 LG mit wichtigen Refugial-, Puffer-, Trittstein- und Vernetzungsfunktionen,“
- „zur Erhaltung und Wiederherstellung wichtiger Rückzugsräume für die bedrohte Tier- und Pflanzenwelt,“
- „zur Sicherung der das Orts- und Landschaftsbild gliedernden und belebenden und die dörflichen Siedlungsstrukturen prägenden Freiraumelemente.“[1]

## Rechtliche Vorschriften
Im Landschaftsschutzgebiet ist unter anderem das Errichten von Bauten verboten. Grün- und Brachland darf nicht in eine andere Nutzungsart umgewandelt oder umgebrochen werden.